# Escuela Kanō

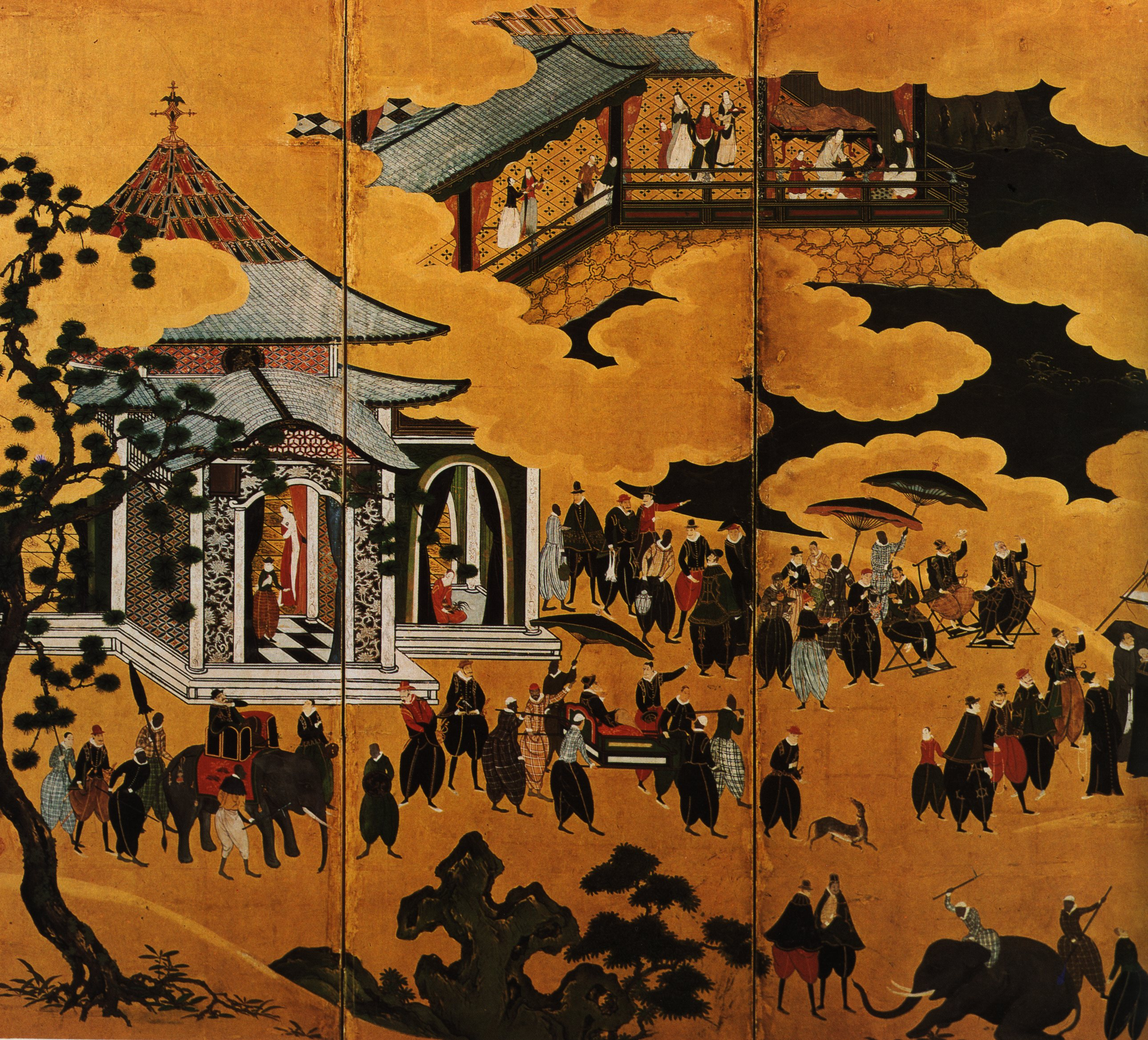
Namban.

La escuela Kanō fue un estilo de pintura japonesa practicado entre los siglos XV y XIX.
Se cultivó por una familia de artistas que sirvieron al shogunato Ashikaga del período Muromachi y también a Oda Nobunaga, Toyotomi Hideyoshi y a los shōgunes del período Edo.
Se elaboraban diseños atrevidos a gran escala sobre los biombos y paneles deslizables que hacían las veces de divisores de espacio en los castillos de aquel tiempo. El estilo de pintura monocroma en tinta china fue mezclado con el policromático Yamato-e ("arte pictórico japonés"); algunos artistas usaron un fondo dorado para obtener efectos aún más llamativos.